# جوبا (تک‌تیرانداز)
قناص بغداد  تک تیرانداز بغداد که توسط ارتش اسلامی نامیده می‌شد و  نیروهای آمریکایی به او لقب (جوبا) داده بودند. یک تیرانداز عراقی و مبارز مقاومت علیه اشغال ایالات متحده، که به عنوان دشمن خطرناک ایالات متحده در عراق طبقه‌بندی شده و در فیلم تک تیر انداز آمریکایی با نام مصطفی شناخته می شد.
اطلاعات سریع: تک تیرانداز بغداد، اطلاعات شخصی...
تک تیرانداز بغداد  (عربی: جوبا) نام مستعار جوبا بوده که در چندین فیلم اینترنتی نمایش داده شده‌است.  هر چند که هويت وى بصورت رسمی منتشر نشده است.
زندگی او
نام او عزام العنزی و نام مستعارش ابوصالح است ، او اصالتاً اهل نخیب است. البته این نام و اصالت واقعی او مورد تاکید نیست   او یک تک تیرانداز وابسته به ارتش اسلامی عراق است که نیروهای ائتلاف  آمریکایی را هدف قرار می‌دهد. و سر انجام توسط کریس کایل کشته شد .
```
او یکی از افسران نیروهای ویژه در گارد جمهوری سابق ارتش عراق است. نام او قبل از اینکه  توسط اطلاعات روسیه فاش و توسط مجله آلمانی اشپیگل منتشر شود، از رسانه‌ها پنهان ماند بود. وی در مجموعه‌ای از فیلم‌های تولید شده توسط ارتش اسلامی عراق با عنوان (قناص بغداد) یا "تک تیرانداز بغداد" ظاهر شد و اعلام کرد که 645 سرباز آمریکایی را کشته است. آخرین فیلم، نسخه سوم، در اوایل سال 2008، همزمان با عید قربان، منتشر شد. به نظر می‌رسد این فیلم یک تغییر کیفی در رسانه‌های تصویری مجاهدین در عراق باشد. سربازان ائتلاف به تک تیرانداز بغداد لقب «جوبا» داده بودند، کلمه‌ای با معانی مختلف که همگی مربوط به مرگ بودند، از جمله رقص سیاه‌پوستان که نماد مرگ بود. انتشار فیلم‌های تک تیرانداز بغداد
```

ارتش اسلامی در عراق طی یک دوره چهار ساله (2008-2005) چهار فیلم با عنوان «تک تیرانداز بغداد» منتشر کرد که شامل تصاویری از یک عملیات دوربین ثابت با هدف قرار دادن سربازان آمریکایی توسط تک تیرانداز بغداد بود. این فیلم‌ها بسیار محبوب شدند و در عید قربان به صورت آنلاین پخش شدند و همچنین از تلویزیون الزورا نمایش داده شدند.
جوبا پس از نشان دادن مهارت‌های قابل توجه تیراندازی در

## فیلم‌ها اینترنتی
چندین کلیپ ویدیویی که گفته می‌شود اقدامات جوبا را نشان می‌دهد، در اینترنت پخش شده‌است. فیلم‌ها شامل بخش‌هایی از کلیپ‌های واقعی گرفته شده هنگام عملیات تک تیراندازی ضد آمریکایی با دوربین‌های دیجیتالی نصب شده بر روی تفنگ تک تیرانداز است.

### فیلم اول
در نوامبر ۲۰۰۵، ویدئویی پخش شد که در آن نشان می‌داد به سربازان آمریکایی تیراندازی می‌شود و به زمین می‌افتند. فیلم با مردی شروع می‌شود که می‌گوید: "من در این اسلحه نه گلوله دارم و برای جورج بوش یک هدیه دارم. من قصد دارم نه سرباز را بکشم. من این کار را برای بینندگان انجام می‌دهم. الله اکبر.

### فیلم دوم
دومین فیلم «جوبا» در سال ۲۰۰۶ در غرب بغداد توزیع شد و در اواخر اکتبر ۲۰۰۶ در اینترنت منتشر شد. این ویدئو حاوی مصاحبه با فرمانده یگان ویژه بخش تک تیراندازی نیروهای آمریکایی بغداد است.
این ویدئو در مورد ترس ایجاد شده در نیروهای آمریکایی توسط تک تیراندازهای عراقی صحبت می‌شود و نشان می‌دهد «جوبا» در یکی از عملیات‌ها ۳۷ سرباز آمریکایی را کشته‌است. فیلم دیوار (فیلم ۲۰۱۷) بر اساس این واقعه ساخته شده‌است.

### فیلم‌های سوم و چهارم
در دسامبر ۲۰۰۷، با عنوان "جوبا - تیرانداز از خفا بغداد ۳" در اینترنت منتشر شد. کیفیت تولید فیلم از نسخه‌های قبلی بهتر بوده‌است. این فیلم به نه زبان مختلف در دسترس قرار گرفت. همچنین در سال ۲۰۰۸، با عنوان "جوبا - تک تیرانداز بغداد ۴" در اینترنت  منتشر شد.